# Francis Hobart Herrick
Francis Hobart Herrick est un zoologiste américain, né le 19 novembre 1858 à Woodstock (Vermont) et mort le 11 septembre 1940 à Cleveland.

## Biographie
Il fait ses études à la St. Paul’s School de Concord (New Hampshire) puis au Dartmouth College en 1881. Il reçoit son Ph. D. à l’université Johns-Hopkins en 1888.
Herrick devient alors professeur de biologie à l’université Case Western Reserve, université de recherche privée à Cleveland. Il devient professeur émérite en 1929.
Il se consacre à l’embryologie et la biologie des crustacés, surtout le homard. Il signe également une importante biographie de John James Audubon (1785-1851). Enfin, il consacre la fin de sa vie à étudier les oiseaux, comme le pygargue à tête blanche (Haliaeetus leucocephalus). Il participe à la popularisation de la photographie animalière.

## Liste partielle des publications
- 1895 : The american Lobster; a study of its habits and development.

- 1902 : The home life of wild birds; a new method of the study and photography of birds[1] (G. P. Putnam's Sons, New York, Londres) – réédité en 1905.
- 1917 : Audubon the naturalist; a history of his life and time[2] (D. Appleton and Company, New York, Londres).